# Porphyridiales
Porphyridiales, jedini red crvenih algi u razredu Porphyridiophyceae. Ime je došlo po rodu Porphyridium. Danas se u nju uključuje jedna porodica,  Porphyridiaceae, sa 10 vrsta u 5 rodova.
Porodica Phragmonemataceae danas se uključuje u red Stylonematales

## Porodice
1. Porphyridiaceae Kylin